# 藤井弘志
藤井 弘志（ふじい ひろし、1956年 - ）は、日本の農学者。農学博士（岩手大学）。株式会社ファーム・フロンティア取締役会長・もっけ田農学校講師。山形大学農学部客員教授。酒田市長政策参与。

## 経歴
1956年、山形県酒田市の出身。岩手大学農学部を卒業。山形県庁に就職し、試験研究を20年（山形県農業総合研究センター農業生産技術試験場庄内支場水田技術研究部部長）、普及員を4年、担い手等の行政業務を3年担当。1995年3月、博士（農学）岩手大学。2006年、山形大学農学部食料生命環境学科（安全農産物生産学コース）の教授として教壇に立つ。山形大学附属やまがたフィールド科学センターセンター長。2016年6月23日、ドローン活用の農業システムで山大農学部と民間企業共同開発。2017年、日本土壌肥料学会技術賞を受賞。2019年1月3日、「近未来の稲作システム」を開発。2月1日、鶴岡市農業奨励賞を受賞 。2020年、株式会社ファーム・フロンティア取締役会長。

## 受賞
- 鶴岡市農業奨励賞（2019年）
- 日本土壌肥料学会技術賞（2017年）[16]

## 所属学会
- 日本作物学会[17]。
- 日本土壌肥料学会[18]。

## 著書
- 『農業の未来を展望する』[19]。
- 『水稲とケイ酸』
- 『水稲の生育に対する還元ストレス』
- 『水稲の高温障害』
- 『これからの土づくり』
- 『水田におけるスマート農業の実践』

### 共著
- 『土のひみつ ―食料・環境・生命―』ISBN 9784254400236 朝倉書店（2015年9月10日）
- 『作物学用語辞典』ISBN 9784540071362 農山漁村文化協会（2010年3月）

## 論文
- 藤井弘志「技-2 気象変動条件下における水稲の生産性向上のための窒素とケイ酸の肥培管理技術の開発（日本土壌肥料学会技術賞，2017年度仙台大会）」『日本土壌肥料学会講演要旨集』第63巻、日本土壌肥料学会、2017年、234-234頁、doi:10.20710/dohikouen.63.0_234_1、2020年6月22日閲覧。
- 藤井弘志「近年の農業へのケイ酸利用と研究 : 連載開始にあたって」『日本土壌肥料学雑誌』第83巻第3号、日本土壌肥料学会、2012年、315-318頁、doi:10.20710/dojo.83.3_315、ISSN 0029-0610、NAID 110009593716、2020年6月22日閲覧。